# Apristurus ampliceps
Apristurus ampliceps е вид хрущялна риба от семейство Scyliorhinidae.

## Разпространение
Видът е разпространен в Австралия (Западна Австралия и Тасмания) и Нова Зеландия.